# Tail-sitter

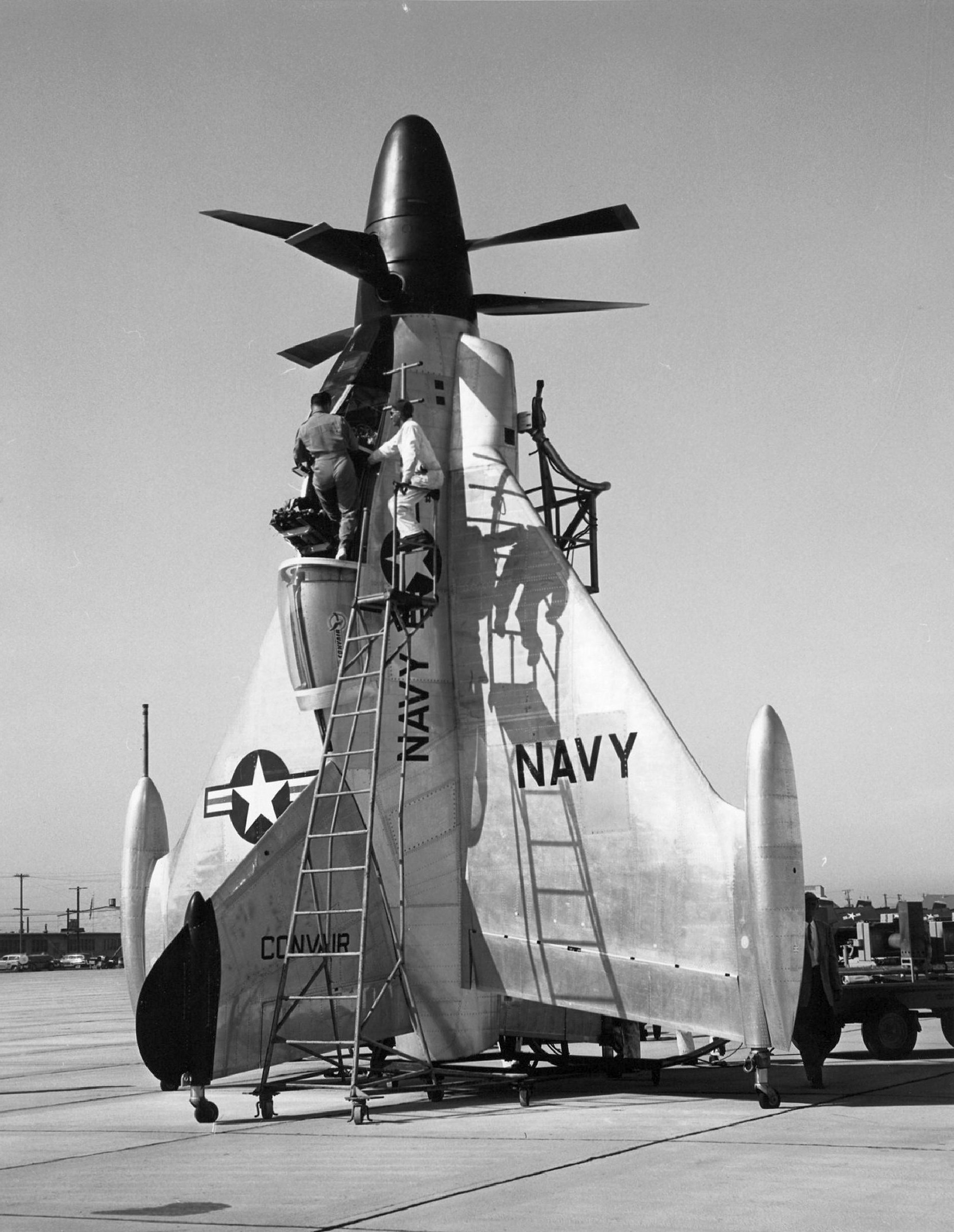
El Convair Pogo era un diseño de cola sentada.

Un «tail-sitter» o «tailsitter» es un tipo de aeronave VTOL que despega y aterriza sobre su cola, y luego se inclina horizontalmente para volar hacia adelante.
Originario de la década de 1920 con el inventor Nikola Tesla, el primer avión en adoptar una configuración tail-sitter fue desarrollado por la Alemania nazi durante la Segunda Guerra Mundial. El desarrollo de este tipo de aeronaves se disparó a finales de la década de 1940 y durante la década de 1950, cuando tanto los diseñadores de aeronaves como los planificadores de defensa reconocieron el valor potencial de las aeronaves de ala fija que podían realizar tanto despegues como aterrizajes verticales, además de pasar a un vuelo convencional. Los problemas inherentes a las aeronaves tail-sitter eran la mala visibilidad del piloto y las dificultades de control, especialmente durante el descenso vertical y el aterrizaje. Los programas para desarrollar aviones de cola fija tripulados se abandonaron en su mayoría en favor de un enfoque más práctico, el vector de empuje, utilizado en aviones como el Hawker Siddeley Harrier y el Yakovlev Yak-38.

## Descripción
Un tail-sitter se posa verticalmente sobre su cola para despegar y aterrizar, y luego inclina todo el avión hacia adelante para volar en horizontal. Esto es muy diferente de muchos otros tipos de tecnologías VTOL, que tienen fuselajes orientados horizontalmente.
Los tail-sitters cambian la orientación del fuselaje después del despegue. Empiezan con la parte trasera del avión en el suelo (...una orientación vertical) y luego se reorientan a una orientación horizontal en vuelo.
Algunos tail-sitters aterrizaban de forma convencional en configuración horizontal, mientras que otros tenían un objetivo mucho más ambicioso: aterrizar verticalmente con la parte trasera del avión en el suelo, un procedimiento muy peligroso por muchas razones, entre las que destacan el aumento del consumo de combustible y la visibilidad limitada del piloto.

## Historia

### Primeros proyectos
El concepto de un avión con cola se puede atribuir al inventor Nikola Tesla, quien registró una patente relacionada en 1928. Sin embargo, durante casi dos décadas no se hizo ningún intento inmediato de implementar este concepto en un avión funcional.
Durante la Segunda Guerra Mundial, la Alemania nazi trabajó en el caza Focke-Wulf «Triebflügel» («ala propulsora»), que incorporaba el concepto de cola elevada en su diseño. Contaba con tres alas montadas radialmente como un rotor en una sección giratoria del fuselaje, que eran impulsadas por pequeños motores a reacción situados en las puntas de las alas para propulsar el avión mediante la rotación de estas. Para el despegue y el aterrizaje, volaba verticalmente (similar a un helicóptero) antes de inclinarse horizontalmente para volar como un ala autopropulsada que generaba tanto sustentación como empuje. El proyecto contemporáneo Heinkel Lerche tenía un ala anular que formaba un conducto alrededor de una hélice convencional, y en la transición del vuelo vertical al vuelo hacia adelante, la sustentación se habría transferido al ala.

### Era de la Guerra Fría
Durante la década de 1950, los diseñadores de aeronaves de todo el mundo se embarcaron en programas para desarrollar aviones de ala fija que no solo pudieran realizar despegues y aterrizajes verticales, sino también pasar a un vuelo convencional y volver a él. Según observó el autor especializado en aviación Francis K. Mason, un avión de combate que poseyera tales cualidades habría eliminado de forma efectiva la dependencia tradicional de pistas de aterrizaje relativamente vulnerables, al despegar y aterrizar verticalmente en lugar de hacerlo con el enfoque horizontal convencional. En consecuencia, el desarrollo de aviones viables de despegue y aterrizaje vertical (VTOL) resultó especialmente atractivo para los planificadores militares de los primeros años de la posguerra. A medida que la relación empuje-peso de los motores turborreactores aumentó lo suficiente como para que un solo motor pudiera elevar una aeronave, los diseñadores comenzaron a investigar formas de mantener la estabilidad mientras la aeronave volaba en la fase VTOL del vuelo.
Una de las empresas que decidió dedicarse a la investigación del VTOL fue el fabricante de motores SNECMA de Francia, que, a partir de 1956, construyó una serie de bancos de pruebas sin alas llamados Atar Volant. Solo el primero de ellos era no tripulado y el segundo volaba libremente, ambos estabilizados por chorros de gas en tubos estabilizadores. El tercero tenía un asiento inclinable que permitía al piloto sentarse erguido cuando el fuselaje estaba nivelado y contaba con entradas de aire laterales previstas para el avión en vuelo libre, aunque siempre funcionaba acoplado a una plataforma móvil. El piloto de estos experimentos fue Auguste Morel. Sin embargo, el Atar Volant no era un fin en sí mismo, sino que su objetivo a largo plazo era servir de precursor de un avión de ala fija más grande. Independientemente de este trabajo, una influencia considerable en la dirección del desarrollo provino del ingeniero de diseño austriaco Helmut von Zborowski, que había diseñado un innovador ala anular con forma de rosquilla que podía funcionar «como planta motriz, fuselaje de un avión de ala volante y carcasa reductora de la resistencia aerodinámica». Se teorizó que una ala de este tipo podría funcionar como un motor ramjet y propulsar un avión a velocidades supersónicas, adecuadas para un avión interceptor.
El equipo de diseño de SNECMA decidió integrar este radical diseño de ala anual en sus esfuerzos por desarrollar un VTOL. En consecuencia, de esta decisión surgió la configuración básica del C.450 Coléoptère. En diciembre de 1958, el Coléoptère despegó por primera vez por sus propios medios, aunque todavía estaba sujeto a una grúa. Se observaron varias características de vuelo problemáticas, como la tendencia del avión a girar lentamente sobre su eje mientras se encontraba en vuelo estacionario vertical; el piloto también señaló que el indicador de velocidad vertical no era realista y que los controles eran incapaces de dirigir el avión con precisión durante la fase crítica del aterrizaje. Se consideró que los aterrizajes sin motor eran imposibles. Uno de los vuelos del avión consistió en una demostración pública de su rendimiento en vuelo estacionario ante un público reunido.  El llamativo diseño del Coléoptère causó rápidamente sensación en la conciencia pública, incluso a nivel internacional; el autor Jeremy Davis observó que el avión había influido incluso en los esfuerzos internacionales, ya que supuestamente había motivado a la Armada de los Estados Unidos a contratar al fabricante estadounidense de helicópteros Kaman Aircraft para diseñar su propio vehículo de alas anulares, apodado Flying Barrel. 
En consecuencia, Estados Unidos experimentó con sus propios aviones de cola elevada, que solían tener configuraciones impulsadas por hélices contrarrotatorias con alas fijas relativamente convencionales. El Convair XFY Pogo fue uno de esos aviones, con un ala delta y una cola cruciforme; los primeros vuelos de prueba se realizaron dentro de un hangar naval en Moffett Field, en Mountain View, California.  El XFY demostró con éxito la transición completa entre los modos de vuelo el 5 de noviembre de 1954.  Un avión algo similar fue el Lockheed XFV Salmon, que combinaba un ala recta con una cola en X; sin embargo, el XFV nunca logró la transición de vuelo crucial. Sin embargo, durante las pruebas de vuelo se hizo evidente que, incluso si se ignoraran todos los problemas técnicos, este tipo de aviones VTOL solo podrían ser pilotados por los pilotos más experimentados, por lo que no era viable colocar cazas VTOL en todos los barcos, como se esperaba inicialmente. Además, mientras que los cazas con motor a reacción alcanzaban velocidades máximas cercanas a Mach 2, los cazas VTOL con turbohélice estaban en desventaja, ya que su velocidad máxima era inferior a Mach 1. Como resultado de estas circunstancias, se detuvieron los trabajos en el XFY. Durante 1955, Estados Unidos comenzó las pruebas de vuelo de un diseño propulsado por chorro, el Ryan X-13 Vertijet. Se construyeron dos prototipos, ambos de los cuales volaron, realizaron transiciones exitosas hacia y desde el vuelo horizontal y aterrizaron. El vuelo de prueba final del X-13 se llevó a cabo cerca de Washington D. C. durante 1957.
Un problema inherente a todos estos diseños de cola sentada era la mala visibilidad del piloto, especialmente del suelo, durante el descenso vertical y el aterrizaje. Finalmente, la mayor parte del trabajo para aplicar el concepto a aeronaves tripuladas se abandonó con la llegada de una forma más práctica de VTOL, en forma de vectorización del empuje, utilizada en aeronaves de producción como el Hawker Siddeley Harrier y el Yakovlev Yak-38.  Un vehículo aéreo no tripulado (UAV) no sufre el problema de la actitud del piloto. El Dornier Aerodyne tiene una configuración de ventilador canalizado similar a la de un coleóptero, y un UAV de prueba voló con éxito en modo estacionario en 1972, antes de que se interrumpiera su desarrollo. Otro proyecto contemporáneo de UAV fue el NSRDC BQM-108, desarrollado por la Armada de los Estados Unidos; sin embargo, el trabajo se interrumpió casi inmediatamente después de su único vuelo de prueba con éxito.
Durante la década de 1970, se realizaron varios estudios y modelos en túnel de viento de una versión con cola del General Dynamics F-16 Fighting Falcon que estaba destinada a ser utilizada a bordo de buques; sin embargo, se decidió no continuar con el desarrollo del concepto debido a los grandes requisitos de empuje que implicaba, así como a la necesidad de un aparato muy complejo para manejar el despegue y el aterrizaje. 

### En la actualidad
En la actualidad, la mayoría de los proyectos o propuestas de tail sitter entran en la categoría de aeronaves no tripuladas, como el Bell Apt o el Northrop Grumman Tern.

## Lista de tail-sitters
| Tipo                             | País                | Fecha   | Función      | Estado                                   | Descripción |
| -------------------------------- | ------------------- | ------- | ------------ | ---------------------------------------- | --- |
| AeroVironment SkyTote            | EE. UU.             | 2010    | UAV          | Prototipo                                | Ninguno |
| Anduril Roadrunner               | EE. UU.             | 2023    | Misil        | Prototipo                                | Misil reutilizable                                                                                               |
| Bachem Ba 349                    | Alemania            | 1944    | Interceptor  | Prototipo                                | Lanzado desde una torre vertical, aterrizó con paracaídas.                                                       |
| Bell Apt                         | EE. UU.             | 2019    | UAV          | Prototipo                                | Previsto para entregas                                                                                           |
| Bolköw P 110.1                   | Alemania Occidental | Años 50 | Caza VTOL    | Proyecto                                 | Ninguno |
| Sukhoi Shkval                    | URSS                | 1960    | Interceptor  | Desarrollo interrumpido, maqueta parcial | equipado con un tren de aterrizaje convencional. Motores de postcombustión en paralelo.                          |
| CDADI VD200                      | China               | 2014    | UAV          | Proyecto                                 | Ninguno |
| Convair XFY-1 Pogo               | EE. UU.             | 1954    | Caza         | Prototipo                                | Ninguno |
| Dornier Aerodyne                 | Alemania            | 1972    | UAV          | Prototipo                                | Ninguno |
| Focke-Wulf Triebflügel           | Alemania            | 1944    | Interceptor  | Proyecto                                 | Rotor alrededor del centro del fuselaje. La transición en vuelo nunca se resolvió.                               |
| Focke Wulf Fw 860                | Alemania Occidental | Años 50 | Caza VTOL    | Proyecto                                 | Ninguno |
| Heinkel Lerche                   | Alemania            | 1944    | Caza         | Proyecto                                 | Ninguno |
| Heinkel He 231                   | Alemania Occidental | Años 50 | Caza VTOL    | Proyecto                                 | Ninguno |
| Junkers Ju EF 009 Hubjäger       | Alemania            | 1930    | Interceptor  | Prototipo                                | Interceptor de defensa puntual con 10 motores turborreactores dispuestos radialmente y cabina en posición prona. |
| Lockheed Martin Cormorant        | EE. UU.             | 2008    | UAV          | Prototipo                                | Ninguno |
| Lockheed XFV-1                   | EE. UU.             | 1954    | Caza         | Prototipo                                | Ninguno |
| Messerschmitt Me X1-21           | Alemania Occidental | Años 50 | Caza VTOL    | Proyecto                                 | Ninguno |
| NASA Puffin                      | EE. UU.             | 2010    | Privado      | Proyecto                                 | Ninguno |
| Northrop Grumman Tern            | EE. UU.             | 2018    | UCAV         | Prototipo                                | Ninguno |
| NSRDC BQM-108                    | EE. UU.             | 1976    | UAV          | Ninguno                                  | Ninguno |
| Rotary Rocket Roton ATV          | EE. UU.             | 1999    | Experimental | Prototipo                                | Vehículo de prueba con rotor para el lanzador espacial SSO propuesto.                                            |
| Ryan X-13 Vertijet               | EE. UU.             | 1955    | Experimental | Prototipo                                | Propulsión a reacción                                                                                            |
| Ala impulsada por rotor Sikorsky | EE. UU.             | 2025    | UAS          | Prototipo                                | Ninguno |
| SNECMA Coléoptère                | Francia             | 1959    | Experimental | Prototipo                                | Nunca logró la transición. Tenía un ala cilíndrica.                                                              |